# Whitney (Nevada)
Whitney, voorheen East Las Vegas, is een plaats (census-designated place) in de Amerikaanse staat Nevada, en valt bestuurlijk gezien onder Clark County. De plaats ligt in het grootstedelijk gebied van Las Vegas.

## Demografie
Bij de volkstelling in 2000 werd het aantal inwoners vastgesteld op 18.273.

## Geografie
Volgens het United States Census Bureau beslaat de plaats een oppervlakte van
19,4 km², geheel bestaande uit land.

## Plaatsen in de nabije omgeving
De onderstaande figuur toont nabijgelegen plaatsen in een straal van 16 km rond Whitney.